# Osoto guruma

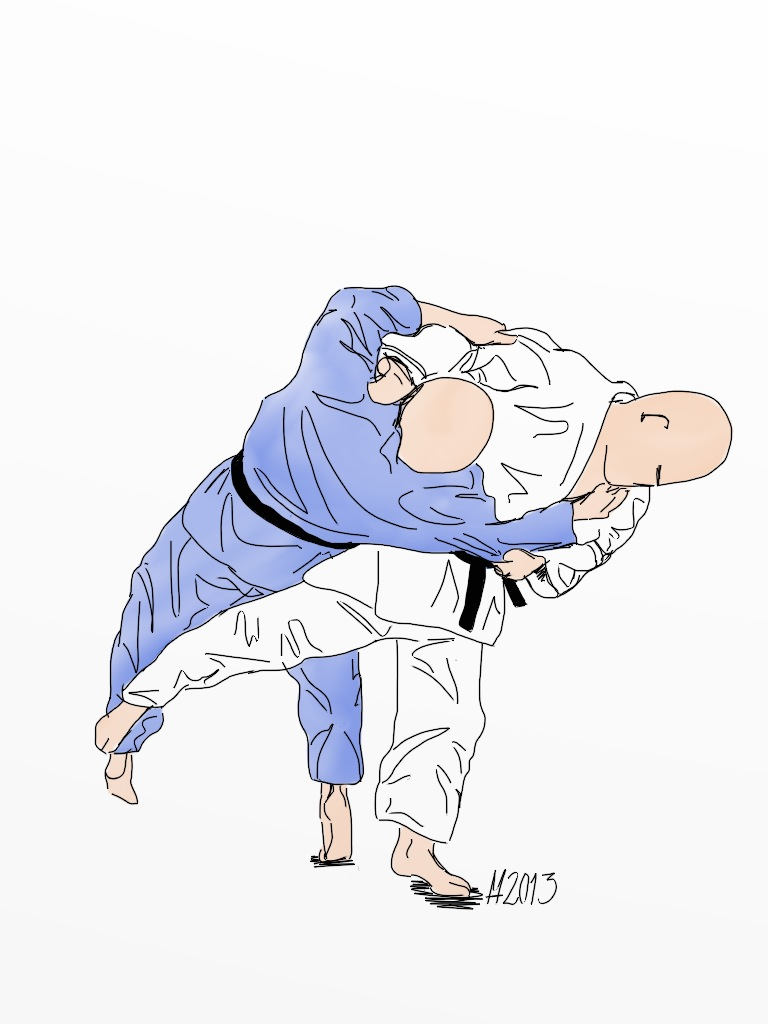
Osoto guruma.

Osoto guruma (大外車?) es una de las 40 proyecciones de judo desarrolladas por Jigoro Kano. Pertenece al quinto grupo, gokyo, y es clasificada como técnica de pierna o ashi-waza.

## Ejecución
En este movimiento, el atacante (tori) se sitúa frente al oponente (uke) y agarra su brazo con una mano y su solapa con la otra. Entonces, estirando una pierna y situándola detrás de las del oponente, la retrae al tiempo que empuja la parte superior de su cuerpo y proyecta a su oponente sobre el piso.